# Liriomyza manni
Liriomyza manni är en tvåvingeart som beskrevs av Spencer 1985. Liriomyza manni ingår i släktet Liriomyza och familjen minerarflugor.
Artens utbredningsområde är Kenya. Inga underarter finns listade i Catalogue of Life.